# Auto Train
L'Auto Train est un service quotidien d'auto-train, long de 1 376 km, exploité par Amtrak entre Lorton (près de Washington, D.C.) et Sanford (près d'Orlando en Floride). Il est le seul service de ce type aux États-Unis.
Les passagers peuvent voyager dans des voitures équipées de sièges inclinables ou des voitures-lits tandis que leurs véhicules sont transportés sur des wagons porte-automobiles clos. Le train  a une capacité maximale de 320 véhicules. Le train comprend également plusieurs voiture salons et plusieurs voitures-restaurants. L'Auto Train  permet à ses passagers de conduire sur l'Interstate 95 tout en pouvant emmener leur propre véhicule avec eux.
Le service fonctionne avec le train 53 en direction du sud et le train 52 en direction du nord. Le train est sans escale entre son départ à Lorton (Virginie) et Sanford (Floride) faisant de ce train l'un des plus longs trains sans arrêts de desserte intermédiaire du monde. L'Auto Train d'Amtrak est le successeur du service antérieur du même nom exploité par la société Auto-Train Corporation dans les années 1970.
En 2019, l'Auto Train a transporté 236 031 passagers soit une augmentation de 5% par rapport à l'année 2018. Le train rapporte chaque année plus de 75 millions de Dollar à Amtrak (75 196 554 $ au cours de l'année 2016) ce qui en fait le train ayant les revenus les plus élevés de tous les trains longue distance du système Amtrak.

## Histoire

### Auto-Train Corporation (1971-1981)
Le premier service portant le nom Auto Train était exploité par la société privée Auto-Train Corporation crée par un ancien employé du Département des Transports des États-Unis . Il utilisait les voies de la Seaboard Coast Line Railroad et de la Richmond, Fredericksburg, and Potomac Railroad. La compagnie utilisait son propre matériel roulant pour fournir une expérience unique de voyage, opérant son service entre Lorton (Virginie) près de Washington D.C et Sanford (Floride) près d'Orlando.

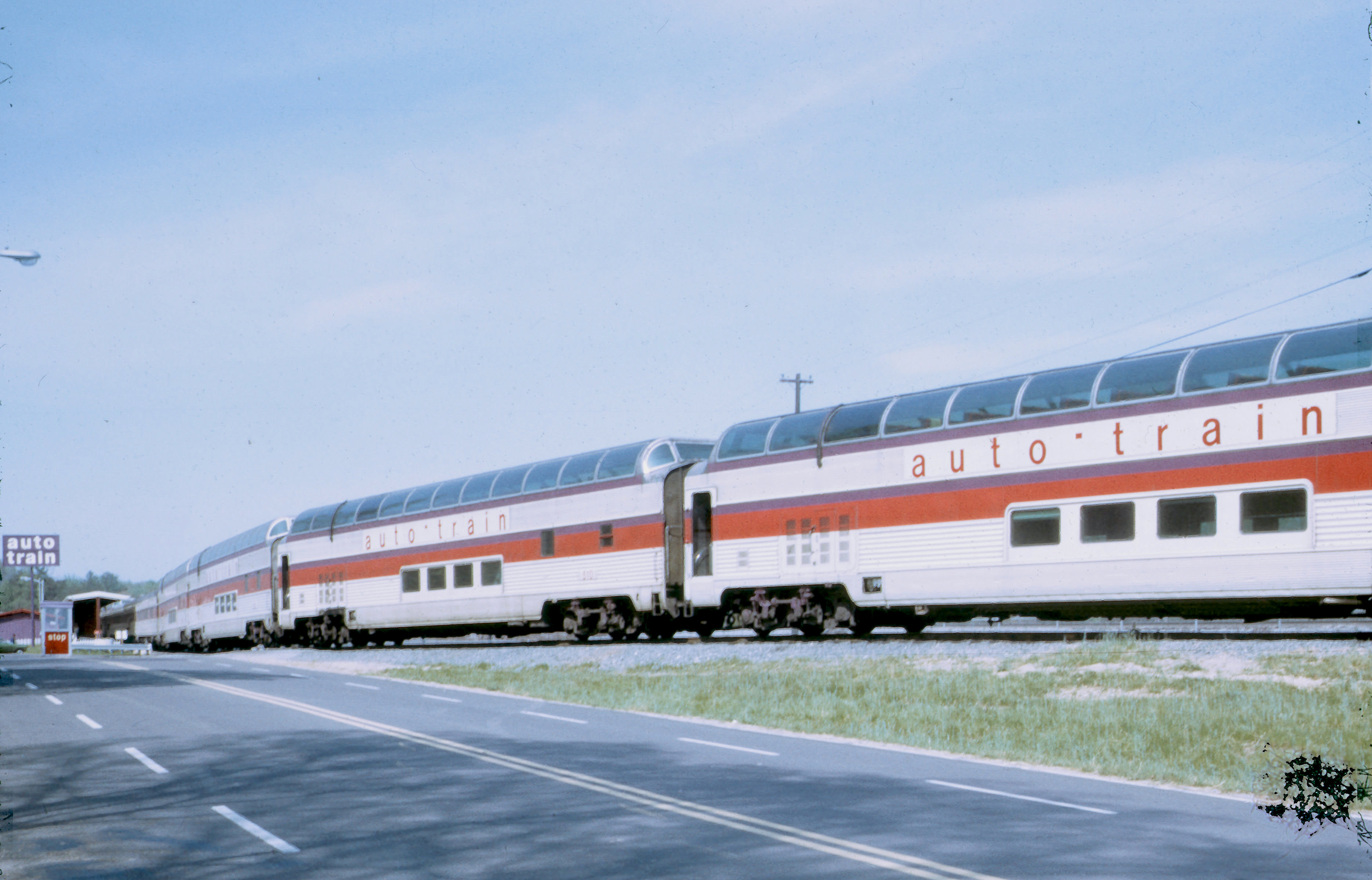
LAuto Train en Virginie en 1973.

Les passagers avaient le choix de voyager soit dans de larges sièges inclinables, soit dans des compartiments privés de première classe. Le train comprenait plusieurs voitures-restaurants où des repas sont servis. L'équipement de l'Auto Train Corporation était peint en blanc, rouge et violet. Un Auto Train typique était équipé  de deux ou trois locomotives General Electric GEU36B, de wagons porte-automobiles à deux étages, de voitures passagers à deux étages, de plusieurs voitures-dômes à deux étages et d'un fourgon-frein. Les voitures ont été achetées d'occasion et avaient été initialement construites dans les années 1950 pour la Canadien National.
Le service d'Auto Train Corporation a commencé le 6 décembre 1971. L'Auto Train a rapidement été populaire auprès des voyageurs et a dans un premier temps connu un succès financier. Au cours de l'année 1974, la société a réalisé un bénéfice de 1,6 million de dollars sur un chiffre d'affaires de 20 millions de dollars. En mai 1974, le service sur une deuxième route entre la Floride et Louisville, Kentucky et la société envisageait un service entre Chicago et Denver. L'extension vers Louisville s'est avérée être une erreur. La détérioration des voies de la Louisville and Nashville Railroad a entravé les opérations et deux déraillements ont poussé les finances de l'entreprise à la rupture faisant cesser le service en avril 1981,.

### Amtrak (1982 à nos jours)
Après une période de 22 mois sans service, l'Auto Train est relancé par Amtrak qui exploitait déjà la plupart des liaisons inter-cités aux États-Unis. Pour ce faire, Amtrak achète le terminal de Lorton et de Sanford ainsi que certains équipements de l'Auto-Train Corporation. Le service redémarre donc le 30 octobre 1983 avec un service tri-hebdomadaire. Un an plus tard, le service devient journalier.

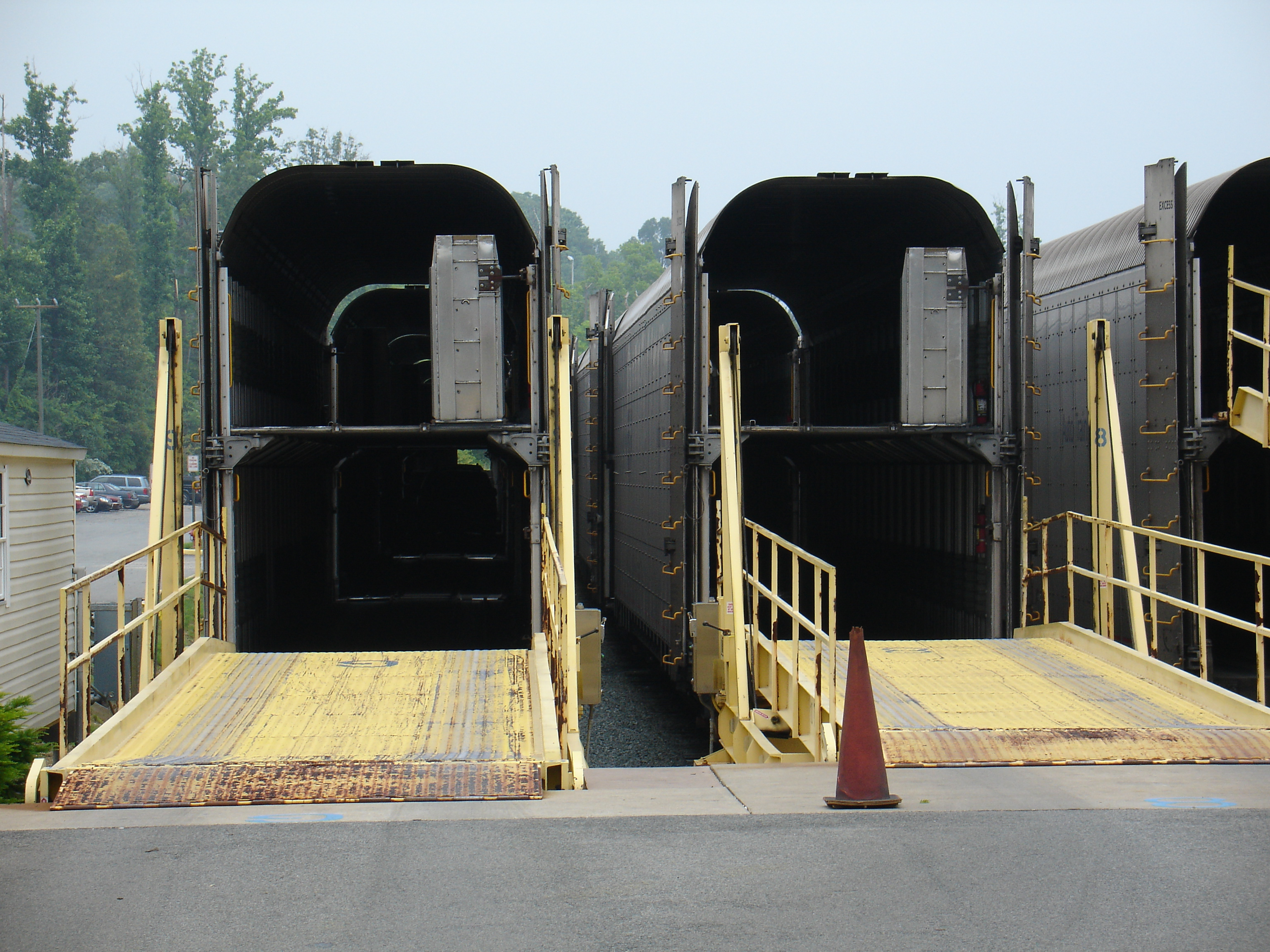
Wagons porte-automobiles d'Amtrak utilisés pour le service de lAuto Train.

Amtrak continue d'utiliser les wagons porte-automobiles à deux ou trois niveaux que l'Auto-Train Corporation utilisait. Pour l'équipement destiné aux passagers, Amtrak a d'abord utilisé conjointement d'anciennes voitures de l'Auto-Train Corporation et des voitures venant de sa flotte "Héritage", toutes à un niveau. Durant les années 1990, Amtrak remplaça ces dernières par de nouvelles voitures Superliner à deux niveaux. En 2006, tous les wagons porte-automobiles ont été remplacés par de nouveaux qui contrairement aux anciens ont tous la même hauteur. En 2018, l’Auto-Train consiste en deux ou trois locomotives General Electric P40, une voiture pour le personnel, six voitures-lits, une voiture-restaurant et une voiture-salon pour les passagers de voitures-lits, quatre voitures sièges inclinables, une voiture bar/cafétéria pour les passagers voyageant dans un siège inclinable ainsi que vingt à trente wagons porte-automobiles. Cependant, la composition de ce train peut énormément varier en fonction de la période de l'année et peut avoir jusqu'à cinquante voitures (en comptant les voitures passagers et les wagons porte-automobiles) pour une longueur totale pouvant atteindre 1,6 km ce qui permet de dire que l’Auto Train est le train passager le plus long du monde. Bien que, dans les faits, ce soit un train mixte.

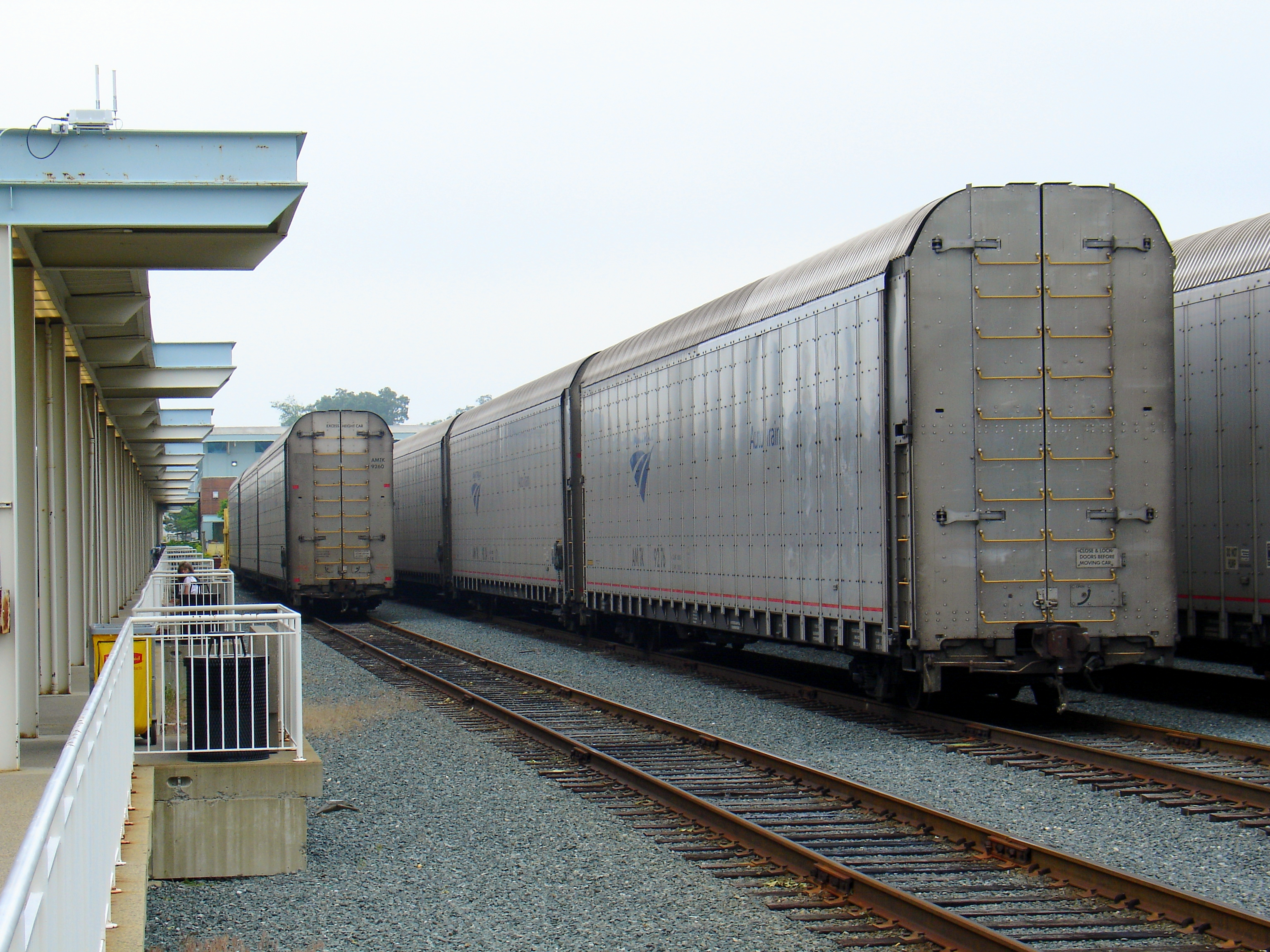
Wagons alignés à leurs rampes en gare de Lorton.

Il y a deux Auto Train en service simultanément tous les jours, un dans chaque sens. Les trains partent à 16h00 de leurs terminaux respectifs à Lorton et Sanford. Ils ne font qu'un arrêt de service (les passagers ne peuvent ni embarquer ni débarquer) à la moitié de leur parcours à Florence en Caroline du Sud, où les locomotives sont ravitaillées en carburant et où il y a également un changement d'équipe de conduite (conducteur et ingénieur). Les deux trains arrivent à leurs destinations peu avant 9h00 (8h59 à Sanford et 8h58 à Lorton). La vitesse commerciale est d'environ 80 km/h sur tout le trajet.
L'Auto Train circule sur les mêmes routes que son prédécesseur, avec une majorité des voies appartenant à la compagnie CSX Transportation et une section de 25 km appartenant à SunRail. Le train en direction du sud porte le numéro 53 alors que celui du nord porte le numéro 52. Cette numérotation est uniquement interne à Amtrak, car sur les voies appartenant à CSX ils ont une désignation spéciale : P053xx et P052xx, où les xx correspondent à la date de départ de sa station d'origine. Par exemple, si le train à destination du sud part le 12 du mois, il est désigné CSX P05312. Cela permet une identification unique dans le cas où deux trains empruntent la même route à cause d'un important retard par exemple.

## Opérations
L'Auto Train circule tous les jours. À 11h30, le terminal ouvre ses portes pour permettre aux véhicules d'accéder à une zone de stationnement. C'est ici que chaque véhicule se voit attribuer un numéro d'identification unique qui est fixé magnétiquement sur la porte du conducteur. Le véhicule est aussi inspecté pour consigner toutes les bosses et autres dommages préexistants, dans le cas où une réclamation pour dommages serait déposée ultérieurement. Les passagers laissent leur véhicule sur ce parking et emportent avec eux leurs bagages cabine à l'intérieur de la gare pour attendre le début de l'embarquement. Les véhicules sont ensuite positionnés près des rampes des wagons porte-automobiles en fonction de leurs tailles et de leurs longueurs pour un chargement optimal. Une fois cette opération terminée, les véhicules sont chargés dans les wagons. Dans le cas des motos, le propriétaire aide les agents d'Amtrak à attacher leur véhicule sur un porte-motos dédié qui sera ensuite chargé dans le wagon. À partir d'avril 2013, Amtrak a commencé une offre de déchargement prioritaire des véhicules permettant de gagner du temps à l'arrivée du train. Ce service coûte entre 60$ et 65$ en fonction des périodes de l'année. Les dernières motos et les dernières voitures avec remorques sont acceptées à 14h00.
L'embarquement commence à 14h30, les derniers véhicules (hors véhicules cités au dessus) sont acceptés à 14h30, heure à laquelle les wagons sont fermés et sont couplés ensemble. Les wagons porte-automobiles sont couplés derrière les voitures de voyageurs. Les passagers arrivés en retard ont le choix entre réserver pour un autre train ou avoir un bon d'achat valable un an. Le train quitte la gare à 16h00.
Il y a deux, trois voire quatre services pour le dîner en fonction du nombre de passagers. Les places pour le dîner sont limitées à chaque service et les billets pour le dîner sont distribués à l'embarquement selon le principe du premier arrivé, premier servi. Chaque service est annoncé à l'interphone de chaque voiture et de chaque compartiment. Les repas étaient inclus dans le prix du billet jusqu'au 14 janvier 2020, à partir duquel ils sont inclus uniquement pour les passagers voyageant dans les voitures-lits. Les autres passagers peuvent acheter de la nourriture dans une voiture bar/cafétéria. Vers minuit, le train s'arrête brièvement à Florence en Caroline du Sud pour effectuer le plein en carburant et en eau du train  et pour effectuer un changement d'équipe de conduite.

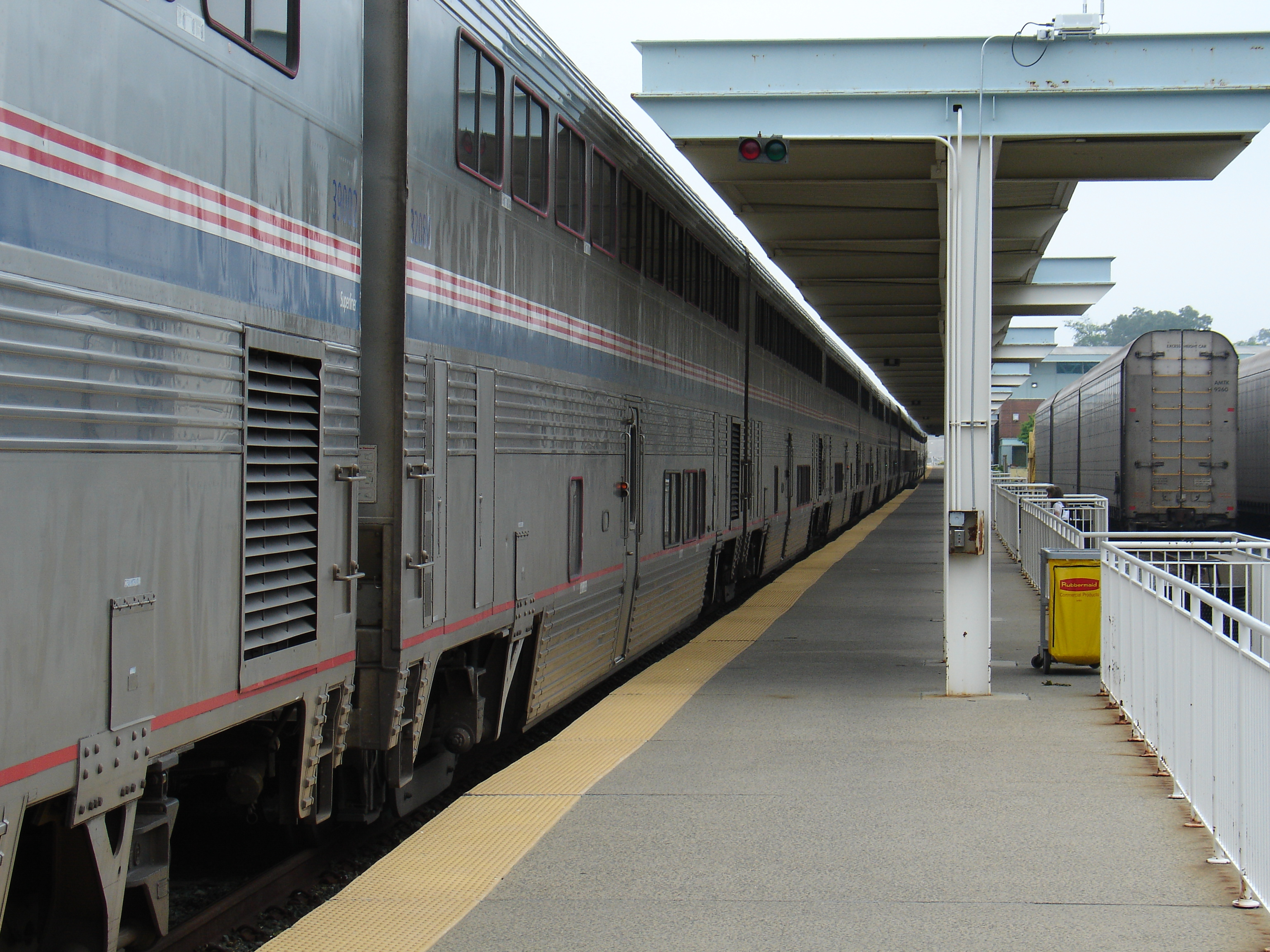
Auto Train à quai en gare de Lorton.

Les trains arrivent tous les deux juste avant 9h00 à leur gare d'arrivée (8h59 à Sanford et 8h58 à Lorton). Les passagers ne peuvent pas descendre tout de suite, et doivent attendre que les wagons porte-automobiles soient détachés du train. À la station de Sanford, il faut également patienter le temps que les voitures de passagers soient coupées en deux sections pour s'adapter aux quais moins longs de la station. Une fois ces opérations faites, les passagers sont autorisés à débarquer pour se rendre à la zone de récupération des voitures. Le personnel d'entretien des voitures entre dans le train pour le nettoyage, le train est aussi réapprovisionné en nourriture, eau et carburant. Les voitures passagers ayant des sièges inclinables sont alors retournées pour que tous les futurs passagers occupant des sièges inclinables puissent voyager dans le sens de la marche.
Les wagons porte-automobiles sont aussi divisés de trois à six sections pour être alignés face à une rampe de chargement pour permettre la décharge des véhicules. Ces derniers descendent pour être garés dans la zone de récupération où le numéro collé sur la porte conducteur est annoncé au haut-parleur pour permettre au propriétaire de récupérer son véhicule. Les véhicules ne sont pas déchargés dans le même ordre qu'ils ont été chargés. Il faut généralement 1 heure pour décharger tous les véhicules d'un train complet.

### Terminal de Lorton
Le terminal actuel a été construit au début des années 2000 par Amtrak en remplacement de la gare d'origine construite dans les années 1970. Il dispose d'une grande salle d'attente moderne avec de hautes parois vitrées. La station a été conçue par l'architecte Hanny Hassan et est situé dans la ville de Lorton en Virginie à une demi-heure de route de Washington, DC. Le quai de la station mesure 451 mètres de long. Lorton a été choisi comme le terminus Nord de l'Auto Train car les wagons de transport de véhicules, hauts de 6,15 mètres, étaient trop hauts pour passer au travers du tunnel de la première rue à l'entrée de la ville de Washington permettant d'accéder à la gare centrale de Washington. La station se trouve à proximité de l'Interstate 95 en Virginie

### Terminal de Sanford
Sanford en Floride est le terminus sud et se situe à une demi-heure de route environ d'Orlando. La station est plus ancienne et plus petite que celle de Lorton. Actuellement, l'Auto Train charge ses passagers sur deux quais distincts car aucun quai n'est assez long (environ 300m) pour accueillir toutes les voitures de voyageurs. L'opération à Sanford est unique car un passage à niveau traverse la gare de triage en plein milieu. Cela complique les procédures de commutation des wagons et nécessite une équipe de conducteurs de triage de trois hommes : un conducteur, un assistant conducteur et un conducteur de service contrairement à Lorton où seul un conducteur et un conducteur adjoint sont nécessaires. Sanford est aussi le site principal de maintenance des Auto Train.
La ville de Sanford fournit gratuitement une navette pour le quartier historique partant toutes les vingt minutes entre 12h00 et 14h00 tous les jours sauf le dimanche et les jours fériés.